# 大王公 (地域神)
香港大王公由來不詳，有說是無辜溺死者的總稱，也有說是山神名稱，眾說紛紜。大王公神格近似土地神，主要保佑居民出入平安，信眾以香港水上族群居多。大王公不一定供奉在廟宇內，常見以石頭代替神像奉於神龕或石潭。在香港，大嶼山近大澳寶珠潭海邊、香港仔、赤柱和軍事海邊博物館海邊的小神龕都能見到其神明名字。